# 愛迪森·佐丹諾夫
愛迪森·佐丹諾夫（1993年6月8日—）是一位保加利亞足球運動員，在場上的位置是中場。現效力於比利時甲組聯賽A球隊韋斯達路。他也效力於保加利亞國家足球隊。